# Axelheibergella
Axelheibergella is een geslacht van kreeftachtigen uit de klasse van de Ostracoda (mosselkreeftjes).

## Soorten
- Axelheibergella arctica Briggs, 1997
- Axelheibergella punctata Briggs, 1997